# 5995 Сен-Еньян
5995 Сен-Еньян (5995 Saint-Aignan) — астероїд головного поясу, відкритий 20 лютого 1982 року.
Тіссеранів параметр щодо Юпітера — 3,338.